# Racchetta

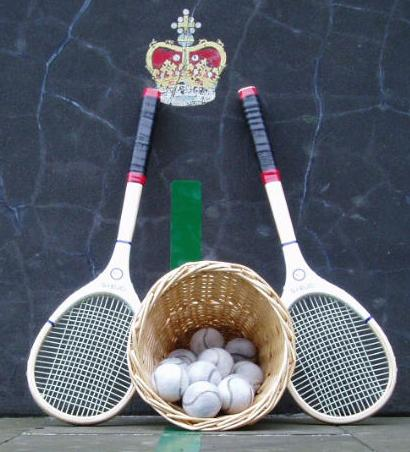
Racchette e palle da pallacorda

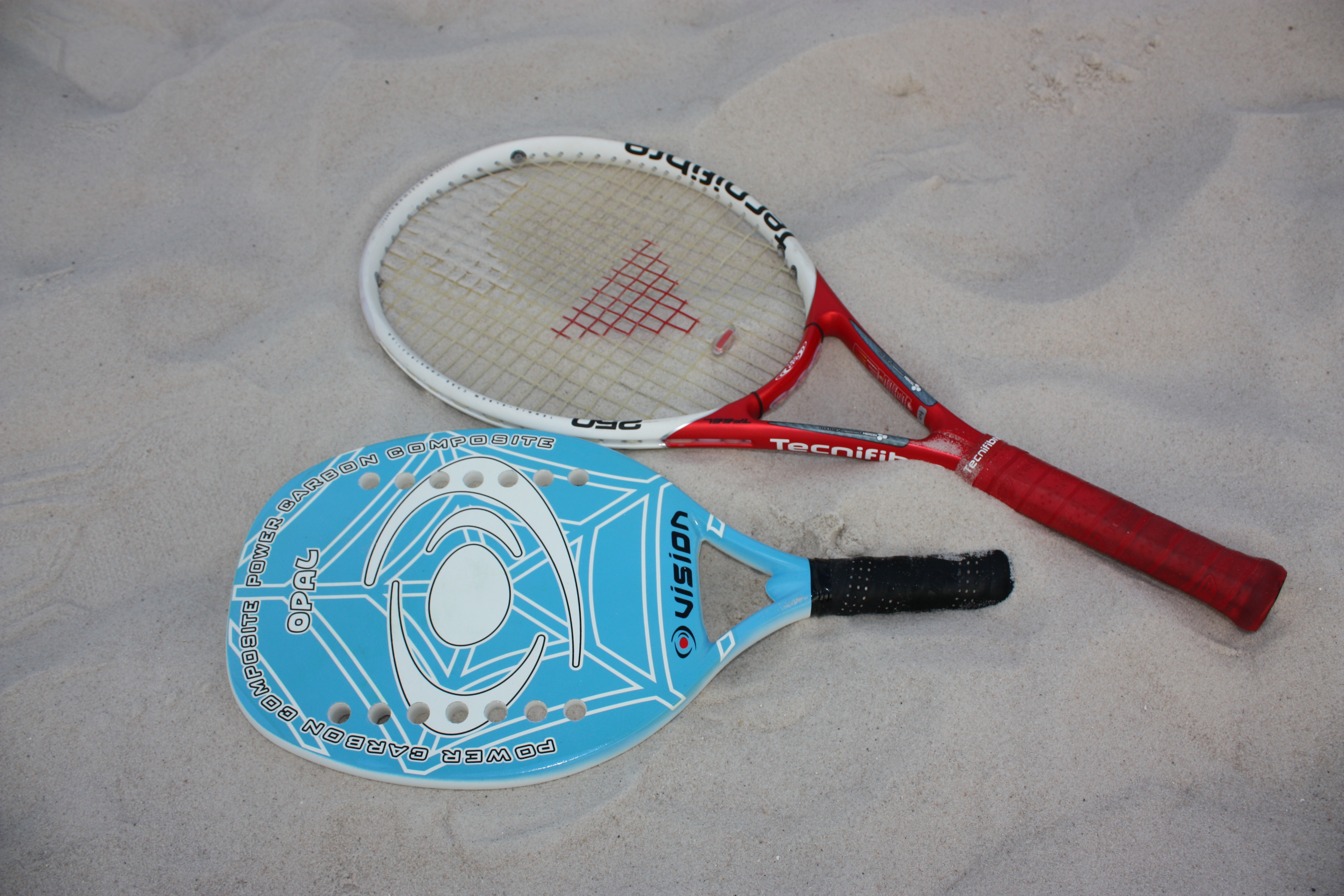
Una racchetta da tennis e una da tennis da spiaggia

La racchetta è l'attrezzo utilizzato in molte discipline atletiche come tennis, volano, pallacorda, tennis tavolo, pop tennis, platform tennis, padel, tennis da spiaggia, squash, racquetball, paddleball, pickleball e road tennis. Per ogni sport variano materiali, dimensioni e peso. È composta tipicamente da un telaio, un manico che funge da impugnatura e un piatto di corde o rigido.

## Descrizione
La racchetta ha un'origine molto antica: difatti era usata dagli antichi Romani; poi fu prevalentemente adoperata per la pallacorda. La racchetta da tennis, simile a quella del volano e pallacorda, è caratterizzata da un manico di diverse misure, da un fusto, da una parte centrale, detta cuore che unisce il fusto al piatto, quindi dalla parte più larga e arrotondata costituita dall'incordatura, detto piatto delle corde. Forma e materiali utilizzati si sono lentamente evoluti nel tempo garantendo un miglioramento nell'impatto e nel controllo della palla, prima più difficile.
Costruita in diversi materiali: all'origine era in legno, poi si è lentamente evoluta fino ad arrivare ai nostri giorni prima all'acciaio, poi a leghe di alluminio per arrivare al carbonio e alla grafite, i due materiali ora più utilizzati; disponibile in diverse forme e dimensioni a seconda del modo di giocare di ogni singolo giocatore. Si possono modificare anche il peso e la bilanciatura: un giocatore da fondo necessiterà di una racchetta un po' più equilibrata in testa, mentre un giocatore di volo trarrà un maggiore beneficio con una racchetta più equilibrata nel manico. L'impugnatura del manico varia seconda della scelta del giocatore: se questi gioca il rovescio ad una mano si preferisce un'impugnatura più stretta rispetto a chi gioca il rovescio bimane. L'impugnatura è rivestita di nastro adesivo che assicuri la buona presa della racchetta, cambiato periodicamente.
In senso stretto, la parola "racchetta" si riferisce a un proiettile che colpisce con una superficie a rete costituita da corde intrecciate e tese attaccate a un telaio a forma di uovo, detto cerchio. Le racchette di questo tipo sono utilizzate in sport come il tennis, il badminton e il racquetball. Alcune racchette hanno una testa rigida monopezzo con una superficie solida o a rete al posto delle corde intrecciate.

### Piatto corde
Le corde con cui s'intreccia la racchetta possono essere sintetiche o di budello, materiale, quest'ultimo, molto più raffinato e apprezzato. Il piatto corde è tale che esiste una zona della superficie entro cui è massima la resa del colpo, mentre diminuisce sensibilmente nella zona periferica. Per quanto riguarda la tensione delle corde, stilata in fase di accordatura, può essere variabile sempre a seconda del modo di giocare dell'atleta. Giocatori più sensibili possono permettersi di utilizzare tensioni minori con cui l'effetto elastico delle corde aumenta notevolmente e di conseguenza anche la difficoltà del controllo dei colpi stessi: maestro in questo è stato sicuramente John McEnroe. A volte per ridurre le vibrazioni delle corde e del telaio durante il colpo si usa inserire tra le corde un antivibratore ovvero un piccolo oggetto in gomma che legandosi tra più corde ne assorbe le vibrazioni. Molti sostengono che questo piccolo oggetto possa attenuare il rischio di Epicondilite (infortunio comunemente conosciuto come "Gomito del Tennista"), tuttavia non esistono dati certi e sostanziali che possano sostenere davvero questa tesi.
È invece vietato l'utilizzo di racchette con doppia incordatura, conosciuto come «spaghetti», in ragione degli effetti imprimibili alla palla.

### Piatto rigido
Altri tipi di racchetta sono quelli a piatto pieno ossia il piatto è composto in materiale legnoso, gommato, vetroresina, kevlar o altro per praticare paddle tennis, platform tennis, beach tennis, paddleball, pickleball e tennis tavolo. Il piatto pieno consente una maggior forza d'attrito sulla superficie della palla quindi anche la possibilità d'imprimere alla palla maggior rotazione su sé stessa per ottenere un effetto difficilmente controllabile dall'antagonista.
Specie di racchette si usano anche per la pratica di lacrosse, pelota a paleta e xare: le ultime due sono specialità degli sport sferistici. Si chiamano anche racchette da neve le ciaspole.

## Tipologie specifiche

### Volano (badminton)

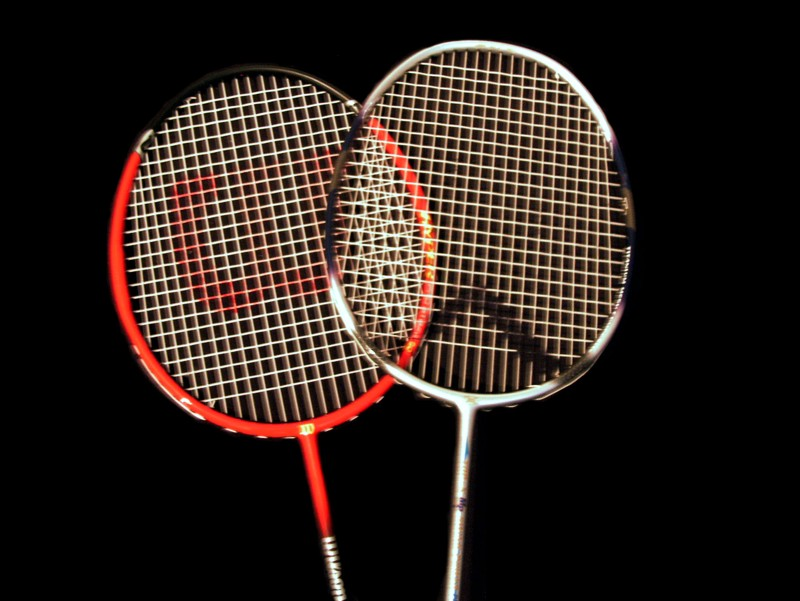
Due racchette da badminton

La racchetta da badminton è leggera: il peso è compreso tra i 70 e 95 grammi. Le racchette moderne sono costituite da un composito di fibra di carbonio (plastica rinforzata con grafite), che può essere integrato con vari materiali. La fibra di carbonio ha un eccellente rapporto resistenza/peso, è rigida e fornisce un eccellente trasferimento di energia cinetica. Prima dell'introduzione dei materiali compositi in fibra di carbonio, le racchette erano realizzate in legno a causa del loro peso eccessivo e del loro costo.
Sono disponibili molti modelli di racchette, anche se le dimensioni e la forma delle racchette da badminton sono limitate dalle regole del gioco. Le diverse racchette hanno caratteristiche di gioco che si adattano a giocatori diversi. La tradizionale forma ovale della testa della racchetta è ancora disponibile, ma la forma isometrica della testa sta diventando più comune nelle racchette più recenti. Sono emerse diverse aziende, ma la giapponese Yonex e la taiwanese Victor sono gli attori dominanti del mercato. La maggior parte dei tornei più importanti sono sponsorizzati da queste aziende. Ogni anno queste aziende introducono nuove tecnologie, ma fondamentalmente tutte le racchette sono realizzate in composito di carbonio e grafite.

### Padel

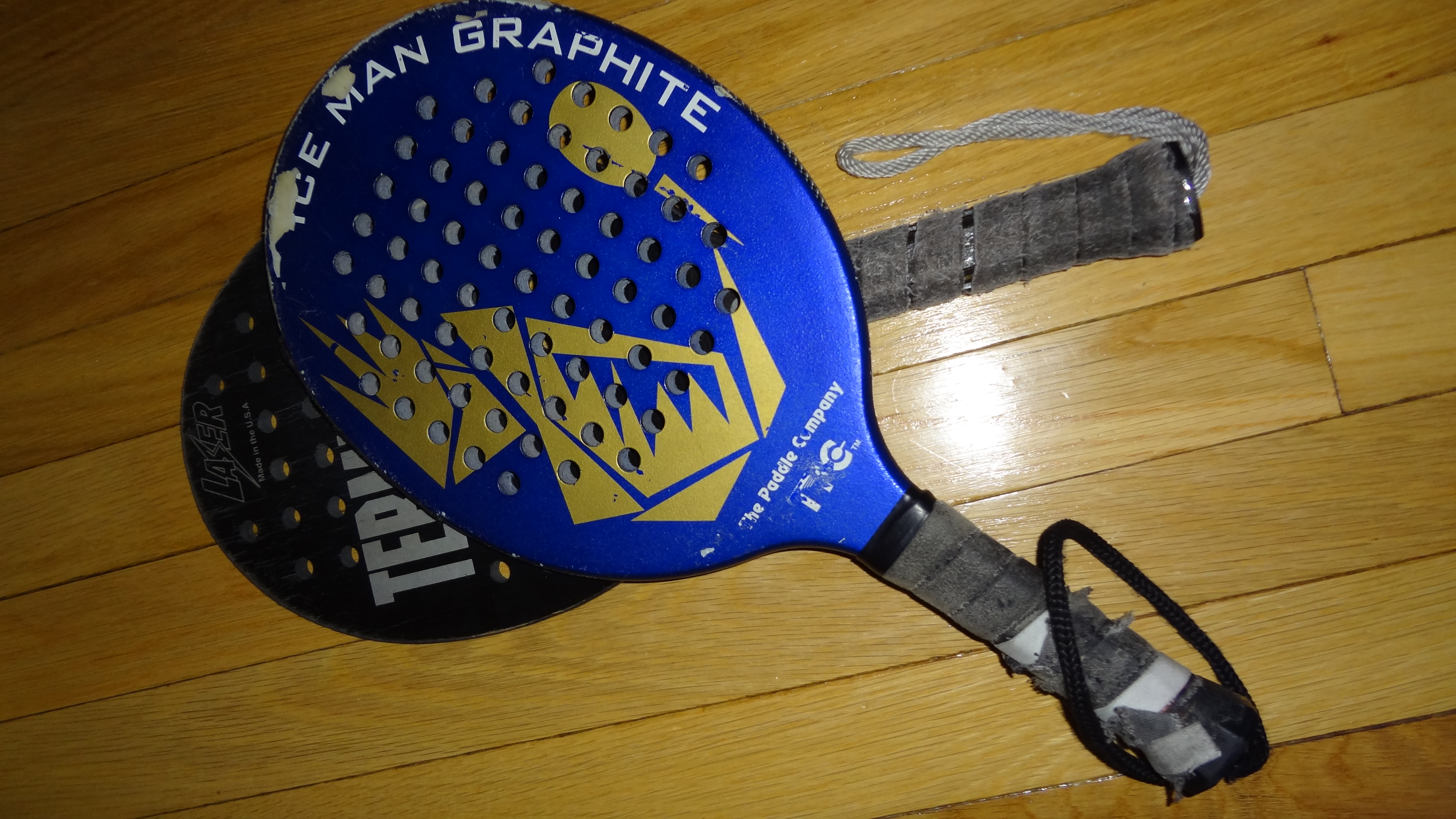
Due racchette da padel

La racchetta da padel, anche conosciuta con il termine "pala" da padel, è uno strumento utilizzato nel gioco del padel, uno sport simile al tennis che si gioca su un campo più piccolo e con regole leggermente diverse.
Le racchette da padel sono progettate appositamente per questo sport e presentano alcune caratteristiche distintive rispetto alle racchette da tennis. La lunghezza massima consentita per una racchetta da padel è di 45,5 cm e la larghezza massima consentita è di 26 cm. La maggior parte delle racchette da padel sono realizzate da un telaio e piatto in carbonio e/o fibra di vetro mentre all'interno troviamo un nucleo di gomma EVA che può avere caratteristiche diverse a seconda della sua durezza. La combinazione di questi materiali rendono le racchette da padel leggere ma resistenti. Il manico della racchetta da padel è leggermente più piccolo rispetto al manico della racchetta da tennis.
La forma delle racchette da padel è solitamente di tre tipi: 
- rotonda;
- goccia (o lacrima);
- diamante.

Le racchette da padel hanno una superficie perforata che contribuisce a migliorare l'effetto sulla palla e offrire maggiore controllo e precisione nei colpi. Inoltre, hanno un sistema di impugnatura simile a quello delle racchette da tennis, con un nastro sul manico chiamato grip per offrire una presa sicura al quale si può aggiungere un ulteriore strato di nastro chiamato over-grip per aumentare il diametro dell'impugnatura e rendere la racchetta più adatta alle proprie esigenze.
Queste alcune caratteristiche distintive delle racchette da padel:
- Forma: le racchette da padel hanno generalmente una forma rotonda, a goccia o lacrima e a diamante. La forma rotonda offre un maggior controllo sulla palla avendo un bilanciamento centrale, mentre la forma a goccia e a diamante forniscono più potenza nei colpi avendo un bilanciamento spostato sulla testa della racchetta.
- Peso: le racchette da padel possono variare in peso, solitamente tra 350 e 400 grammi. Il peso influisce sulla maneggevolezza e sulla potenza. Le racchette più pesanti offrono maggiore potenza, ma possono essere più difficili da manovrare, mentre le racchette più leggere offrono maggiore maneggevolezza e controllo.
- Materiali: il telaio e i piatti/facce delle racchette da padel sono realizzate con materiali come la fibra di vetro, la fibra di carbonio o la combinazione di entrambi. All'interno della racchetta troviamo un nucleo costituito da gomma EVA che può essere suddivisa a seconda delle diverse varietà di durezza in ultrasoft, soft, media e dura. Questi materiali conferiscono resistenza e durata alla racchetta, oltre a influire sulle caratteristiche di gioco.
- Nastro dell'impugnatura: il nastro che si applica sull'impugnatura della racchetta viene definito grip in lingua inglese; è importante per una presa salda e confortevole. È possibile utilizzare un grip base o applicare un overgrip per personalizzare l'aderenza e l'ammortizzazione.

Quando si sceglie una racchetta da padel, è importante considerare il proprio livello di gioco, lo stile di gioco preferito e le caratteristiche desiderate. Per i principianti, può essere consigliabile optare per una racchetta rotonda bilanciata al centro che offra un buon equilibrio tra controllo e potenza. I giocatori più esperti possono cercare racchette specifiche per le loro esigenze e preferenze di gioco. È sempre consigliabile provare diverse racchette prima di effettuare un acquisto per trovare quella più adatta alle proprie esigenze.
Le racchette paddle sono etichettate come racchette a bilanciamento basso, medio o alto. Una racchetta a basso bilanciamento ha il centro del bilanciamento vicino al manico per un maggiore controllo e una minore potenza. Le racchette ad alto bilanciamento hanno il centro di bilanciamento molto più in alto sulla faccia della racchetta verso la punta. È più adatto per i tiri di potenza, anche se richiede maggiore abilità nel controllo della palla.

### Racquets

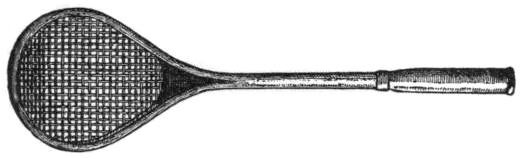
Racchetta da racquets

### Squash

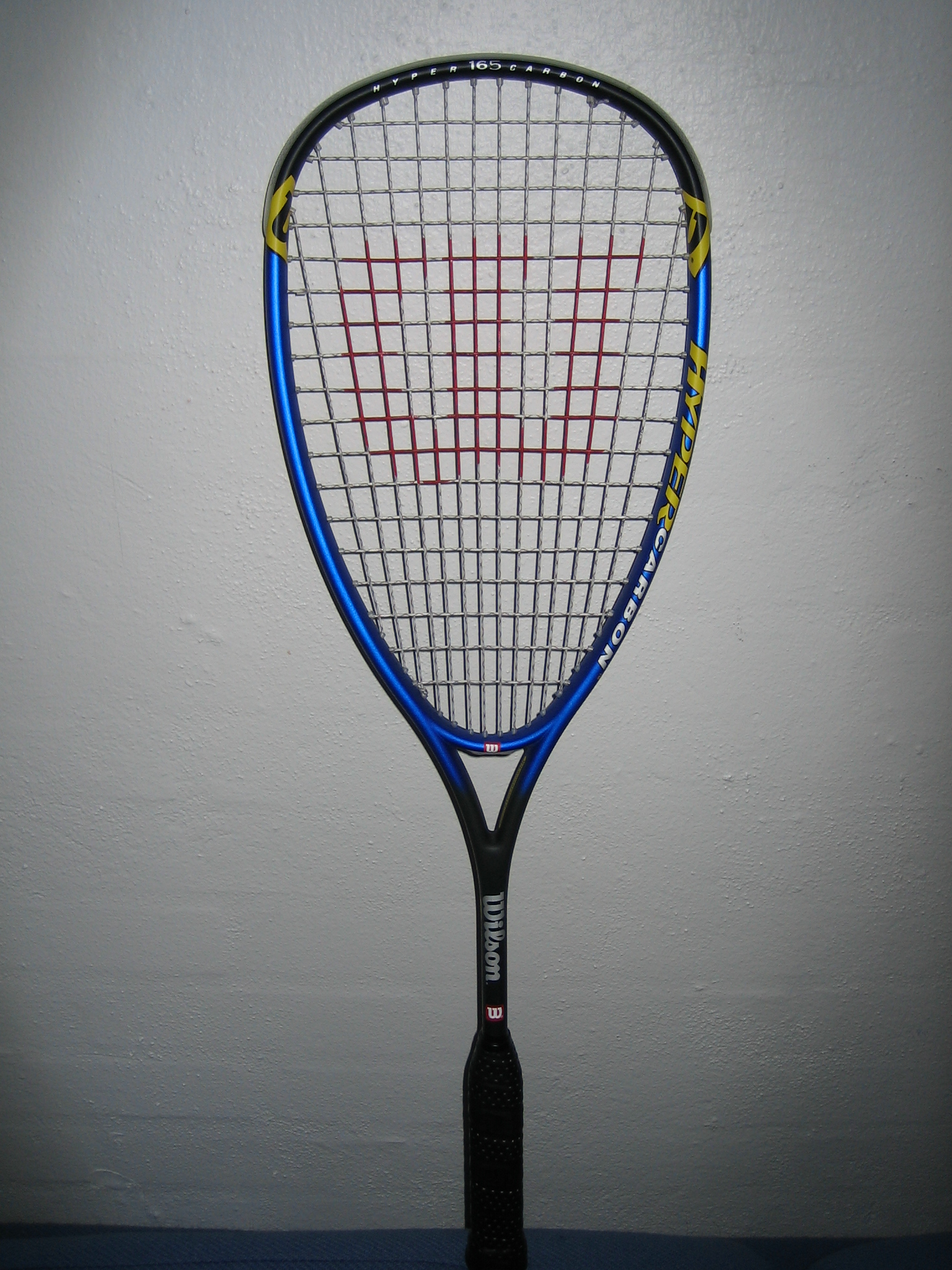
Racchetta da squash

La racchetta da squash regolare è disciplinata dalle regole del gioco. Tradizionalmente, erano fatti di legno laminato (di solito frassino) con una piccola sezione tesa e corde naturali. Da quando sono state modificate le regole a metà degli anni '80, sono quasi sempre realizzate in materiali compositi come fibra di carbonio o metalli (grafite, kevlar, titanio e/o boro) con corde sintetiche. Le racchette moderne sono lunghe 70 centimetri, hanno un'area massima per le corde di 500 centimetri quadrati (circa 75 pollici quadrati) e pesano tra i 90 e i 200 grammi (4-7 once).

### Tennis

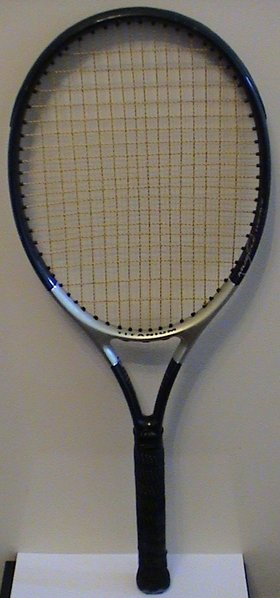
Racchetta da tennis

La racchetta da tennis ha subìto una completa rivoluzione con l'avvento delle racchette di grafite. Inizialmente furono adottate quelle in leghe di metallo, ma davano molte vibrazioni dopo ogni colpo. Rispetto alle racchette di legno, utilizzate fino agli anni ottanta, le nuove, per via della loro straordinaria leggerezza e del piatto corde molto più uniforme, sono risultate essere un discreto vantaggio per i tennisti meno dotati tecnicamente perché le nuove racchette perdonano più facilmente anche impatti con la palla non perfetti e soprattutto quelli dotati di più potenza a causa della leggerezza.
Oggi la scelta della racchetta, soprattutto per i giocatori professionisti, tiene conto di tanti parametri, come l'ampiezza del piatto corde, lo schema secondo il quale quest'ultime sono disposte, il bilanciamento del peso, lo spessore del manico e altri ancora.

### Tennistavolo

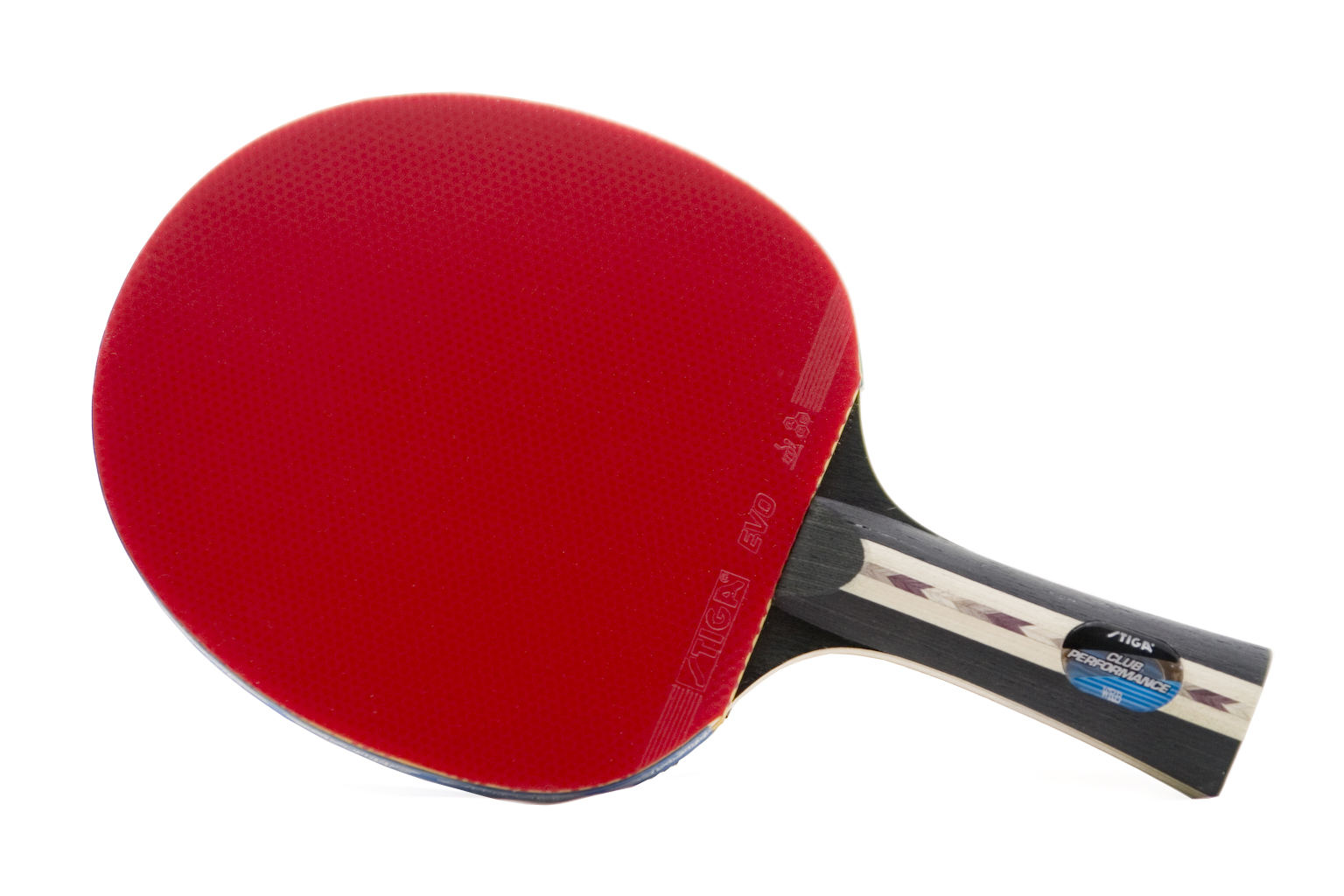
Racchetta da tennistavolo

Il tennis da tavolo utilizza una racchetta di legno laminato ricoperta di gomma su uno o entrambi i lati, a seconda dell'impugnatura del giocatore. A differenza di una normale racchetta, non contiene corde tese su un telaio aperto. Si chiama racchetta o mazza, a seconda della regione. Il termine comune negli Stati Uniti è "racket" (racchetta), in Europa "bat" (mazza) e il termine ufficiale dell'ITTF è "table tennis racket" (racchetta da tennis da tavolo).